# Kalinka
Kalinka (in russo Калинка, Kalinka?) è considerata tra le canzoni russe più famose di tutti i tempi. È stata scritta nel 1860 dal compositore Ivan Petrovič Larionov ed eseguita per la prima volta nella città di Saratov come parte di uno spettacolo teatrale. Venne poi adattata per la prima volta in Polonia nella città di Varsavia.

## Significato del termine
Il termine Kalinka si riferisce ai frutti del viburno ("palla di neve") mentre malinka indica il lampone.

### Testo russo
Калинка, калинка, калинка моя! В саду ягода малинка, малинка моя!

Ах, под сосною, под зеленою, Спать положите вы меня! Ай-люли, люли, ай-люли, Спать положите вы меня.

Калинка, калинка, калинка моя! В саду ягода малинка, малинка моя!

Ах, сосенушка ты зеленая, Не шуми же надо мной! Ай-люли, люли, ай-люли, Не шуми же надо мной!

Калинка, калинка, калинка моя! В саду ягода малинка, малинка моя!

Ах, красавица, душа-девица, Полюби же ты меня! Ай-люли, люли, ай-люли, Полюби же ты меня!

Калинка, калинка, калинка моя! В саду ягода малинка, малинка моя!

#### Traslitterazione
Kalinka, kalinka, kalinka moja! V sadu jagoda malinka, malinka moja!

Ach, pod sosnoju, pod zelenoju, Spat' položite vy menja! Aj-ljuli, ljuli, aj-ljuli, Spat' položite vy menja.

Kalinka, kalinka, kalinka moja! V sadu jagoda malinka, malinka moja!

Ach, sosenuška ty zelenaja, Ne šumi že nado mnoj! Aj-ljuli, ljuli, aj-ljuli, Ne šumi že nado mnoj!

Kalinka, kalinka, kalinka moja! V sadu jagoda malinka, malinka moja!

Ach, krasavica, duša-devica, Poljubi že ty menja! Aj-ljuli, ljuli, aj-ljuli, Poljubi že ty menja!

Kalinka, kalinka, kalinka moja! V sadu jagoda malinka, malinka moja!
Testo polacco
Kalinko, kalinko, kalinko moja! W sadzie jagodo malinko, malinko moja!

Ach, pod sosną, pod zieloną, Spać połóżcie wy mnie! Aj-luli, luli, aj-luli, luli, Spać połóżcie wy mnie!

Kalinko, kalinko, kalinko moja! W sadzie jagodo malinko, malinko moja!

Ach, soseneczko ty zielona, Nie szumże nade mną! Aj-luli, luli, aj-luli, luli, Nie szumże nade mną!

Kalinko, kalinko, kalinko moja! W sadzie jagodo malinko, malinko moja!

Ach, krasawico, dusza-dziewico, Pokochajże ty mnie! Aj-luli, luli, aj-luli, luli, Pokochajże ty mnie!

Kalinko, kalinko, kalinko moja! W sadzie jagodo malinko, malinko moja!

## Traduzione (non letterale)
O viburno rosso di casa mia,

dove in giardino fioriscono i lamponi.

Bacche di bosco,

lasciatemi dormire,

sotto il pino verde odoroso.

E voi fate piano

non turbate i miei sogni leggeri.
Ma tu dolce fanciulla,

quando accetterai l'amore mio?

Dimmi che mi ami...